# Koumbi
Koumbi è uno dei cinque comuni del dipartimento di Timbedra, situato nella regione di Hodh-Charghi in Mauritania. Nel censimento della popolazione del 2000 contava 4.717 abitanti.